# NGC 3625
NGC 3625 (другие обозначения — UGC 6348, MCG 10-16-120, ZWG 291.57, PGC 34718) — спиральная галактика с перемычкой (SBb) в созвездии Большая Медведица.
Этот объект входит в число перечисленных в оригинальной редакции «Нового общего каталога».
В галактике вспыхнула сверхновая SN 1983W . Её пиковая видимая звёздная величина составила 16,5.
Галактика NGC 3625 входит в состав группы галактик NGC 3610. Помимо NGC 3625 в группу также входят ещё 12 галактик.
Галактика NGC 3625 входит в состав группы галактик NGC 3613. Помимо NGC 3625 в группу также входят NGC 3613, NGC 3669 и UGC 6344.